# Mail on Sunday
Mail on Sunday è l'album di debutto del rapper statunitense Flo Rida, pubblicato il 18 marzo 2008 sotto le case discografiche Atlantic Records e Poe Boy.

## Informazioni
Il disco ha debuttato alla posizione n.3 nella classifica Billboard 200, con 85.891 copie vendute durante la prima settimana. La seconda settimana è sceso alla posizione n.9, vendendo 33.562 copie. Ancora una settimana dopo è sceso alla n.15, con 27.979 copie per un totale di 147.723. Nella quarta settimana ha continuato a scendere fino ad arrivare alla posizione n.22. Nella quinta settimana, è sceso alla posizione n.31, con 16.894 copie vendute, per un totale di 185.614 copie.

## Produzioni e singoli
Vi hanno partecipato non solo artisti Hip hop, ma anche R&B, quali  T-Pain, Lil' Wayne, Sean Kingston, Birdman, Trey Songz, Yung Joc, Rick Ross e Timbaland. Le produzioni principali sono quelle di J.R. Rotem, Timbaland, Will.i.am e DJ Montay.
I due singoli estratti sono Low, in collaborazione con T-Pain, ed Elevator, in collaborazione con Timbaland e prodotto da lui stesso. Hanno rispettivamente raggiunto le posizioni n.1 e n.16 nella Billboard 200. La traccia I Bet, sempre in duetto con T-Pain, non è stata inclusa nell'album.

## Tracce
1. American Superstar (feat. Lil Wayne) – 3:40 – prodotto da Honorable C.N.O.T.E.
2. Act Like You Know – 3:45 – prodotto da The Beat Bullies e Grid Iron
3. Elevator (feat Timbaland) – 3:50 – prodotto da Timbaland
4. Roll (feat Sean Kingston) – 4:00 – prodotto da J.R. Rotem
5. Low (feat T-Pain) – 3:50 – prodotto da DJ Montay
6. Pricele$$ (feat Birdman) – 3:52 – prodotto da Hit-Boy e Chase N. Cashe
7. Ms. Hangover – 3:57 – prodotto da J.R. Rotem
8. Still Missin' – 4:40 – prodotto da Kane Beatz
9. In the Ayer (feat will.i.am) – 3:40 – prodotto da will.i.am
10. Me & U – 4:30 – prodotto da DJ Frank E
11. All My Life – 3:33 – prodotto da FATBOI
12. Don't Know How to Act (feat Yung Joc) – 3:33 – prodotto da Honorable C.N.O.T.E
13. Freaky Deaky (feat Trey Songz) – 3:17 – prodotto da Gorilla Tek e Drum Majorz
14. Money Right (feat. Rick Ross & Brisco) – 3:16 – prodotto da Jean "JRock" Borges e Javon "4Mill" Thomas

Tracce bonus di Best Buy
1. Gotta Eat – 3:52 – prodotto da Young Juve
2. Make a Wish – 4:06 – prodotto da Firstborn

Tracce bonus di iTunes
1. Low (feat. T-Pain) (Travis Barker remix) – 4:15 – prodotto da DJ Montay e Travis Barker

Tracce bonus dell'edizione giapponese
1. Birthday – 5:04 – prodotto da The Runners
2. Low (feat. T-Pain) (Travis Barker Remix) – 4:14 – prodotto da DJ Montay e Travis Barker

Tracce bonus dell'edizione speciale giapponese
1. Gotta Eat – 3:53 – prodotto da Young Juve
2. Make a Wish – 4:07 – Firstborn
3. Fast Life – 3:27
4. Low (feat. T-Pain) (Freedombunch mix) – 3:53

## Posizioni in classifica
| Classifica (2008)                  | Posizione massima |
| ---------------------------------- | ----------------- |
| ARIA Albums Chart (Australia)      | 24                |
| RIANZ Albums Chart (Nuova Zelanda) | 14                |
| Billboard 200 (USA)                | 3                 |

## Critica
| Recensione su   | Giudizio      |
| --------------- | ------------- |
| All Music Guide | link          |
| DJBooth.net     | link          |
| HipHopDX.com    | link          |
| nappyafro.com   | link          |
| RapReviews.com  | (7.0/10) link |
| Rolling Stone   | link          |
| Stlant Magazine | link          |